# Liste der Kulturdenkmäler in Todenroth
In der Liste der Kulturdenkmäler in Todenroth sind alle Kulturdenkmäler der rheinland-pfälzischen Ortsgemeinde Todenroth aufgeführt. Grundlage ist die Denkmalliste des Landes Rheinland-Pfalz (Stand: 27. Oktober 2023).

## Einzeldenkmäler
| Bezeichnung         | Lage               | Baujahr | Beschreibung                     | Bild                           |
| ------------------- | ------------------ | ------- | -------------------------------- | ------------------------------ |
| Evangelische Kirche | Zum Hasenberg Lage | 1894    | neugotischer Backsteinsaal, 1894 | weitere Bilder Fotos hochladen |